# Stay Hungry
„Stay Hungry“ (на български: Стой гладен) е третият студиен албум на американската Хевиметъл група Туистед Систър, който излиза през 1984 година.
Албумът съдържа множество от най-популярните песни в кариерата на групата. Радиостанциите и музикалните телевизии избират „We're Not Gonna Take It“ и „I Wanna Rock“ за широко разпространение, което ги прави световни хитове. Албумът добива „3х Мултиплатинен“ статус само за територията на САЩ и Канада продавайки се в над 3 000 000 копия от издаването си до днес. „Stay Hungry“ е поставен на 42-ра позиция в класацията на Metal-Rules.com – „Топ 100 Хевиметъл албуми“.
Блек метъл групата Диму Боргир включва кавър на песента „Burn in Hell“ в албума си „Puritanical Euphoric Misanthropia“. Двете композиции обхващащи сегмента „Horror-Teria: The Beginning“ стават база за филма на вокалиста Дий Шнайдер от 1999 г. – Странна земя. Частта „Horror-Teria“ също е разработена като кавър версия от Дет метъл групата Брокън Хоуп в албума им Repulsive Conception.
През 2004 г. Туистед Систър презаписват песните от албума и ги преиздават, като нов албум под името Still Hungry.

## Списък на песните
Всички композиции са написани от Дий Шнайдер.
1. Stay Hungry – 3:03
2. We're Not Gonna Take It – 3:38
3. Burn in Hell – 4:43
4. "Horror-Teria: The Beginning" – 7:45
5. I Wanna Rock – 3:06
6. The Price – 3:48
7. Don't Let Me Down – 4:26
8. The Beast – 3:30
9. S.M.F. – 3:00

## Музиканти
- Дий Шнайдер – вокали
- Еди Оджеда – китари
- Джей Джей Френч – китари
- Марк Мендоса -бас
- А. Дж. Перо – барабани